# Rushad Eggleston

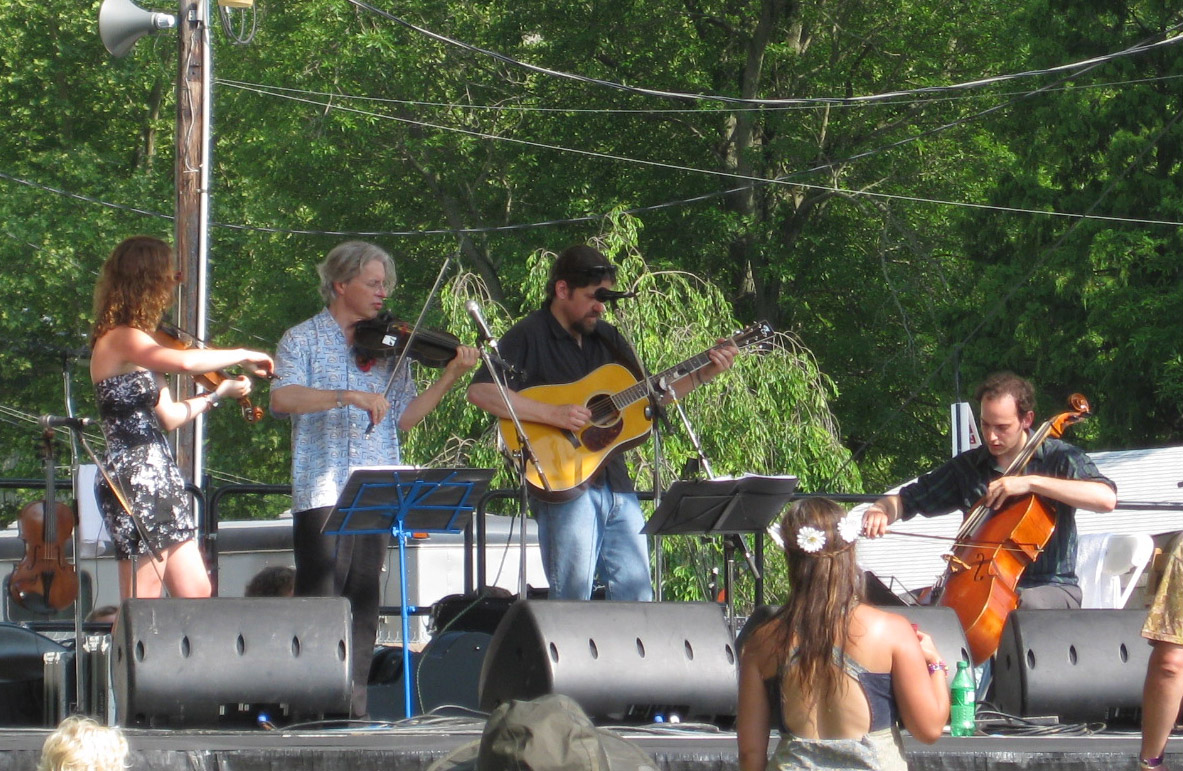
Rushad Eggleston (rechts) mit der Republic of Strings (2010)

Rushad Eggleston (* 30. September 1979 in Carmel-by-the-Sea, Kalifornien) ist ein US-amerikanischer Cellist, Kazoospieler, Sänger und Songwriter.

## Leben und Wirken
Eggleston studierte nach dem Gewinn eines Wettbewerbes Cello als Stipendiat am Berklee College of Music. Er war Leiter der Band Tornado Rider, mit der er u. a. in San Francisco, beim Burning Man Festival und Magnolia Festival auftrat. Als Mitglied der Fiddlers Four (mit Michael Doucet, Darol Anger und Bruce Molsky) wurde er 2002 für einen Grammy nominiert; mit der Republic of Strings Angers veröffentlichte er zwei Alben (2004, 2006). Er war auch Mitbegründer der alternativen Folk-Bluegrass-Gruppe Crooked Still, mit der er 2002 und 2004 Alben aufnahm. Mit Darol Anger und Casey Dreissen produzierte er 2005 das Video Chops & grooves : rhythmic explorations for bowed strings. In Zusammenarbeit mit der Wild Band of Snee entstand 2006 die EP Playhouse of the Universe. In jüngerer Zeit nahm er die Alben The Rushad Eggleston Show (2013) und Very Advanced Sound Machine (2015) auf. 2015 unternahm er eine Tournee mit dem klassischen Gitarristen Beppe Gambetta.
Ein Markenzeichen Egglestons, der sich selbst als „Botschafter von Sneth und wilder Cello-Kobold“ bezeichnet, ist die Erfindung einer Sprache und des imaginären Land of Sneth. Als Cellist, der sein Instrument auch im Stil einer Fiddle spielt, unterrichtet er bei Fiddle- und Streichercamps sowohl an der Ost- als auch an der Westküste der USA.

## Diskografische Hinweise
- Nico Georis & Rushad Eggleston Nico and Rushad (1999)
- Hop High (2004)
- Shaken by a Low Sound (2006)
- The Wild Band of Snee Playhouse of the Universe (2006, mit Aoife O’Donovan, Jed Wilson, Jacob Silver, Robin MacMillan)
- Rushad Eggleston & The Butt Wizards (2006, mit Nico Georis, Gabriel Cazes)
- Do You Have Time (2009)
- Jark Matter (2011)
- The Rushad Eggleston Show (2013)
- Very Advanced Song Machine (2015)
- Growl & Glide (2015)
- Magic Potato Carpet (2018)
- Borona Virus (2020)